# Leichtathletik-Europameisterschaften 2010/Teilnehmer (Estland)
Estland meldete siebzehn Sportler, davon zwölf Männer und fünf Frauen, für die Leichtathletik-Europameisterschaften 2010 vom 27. Juli bis zum 1. August in Barcelona.
| Wettbewerb   | Männer                                                                       | Frauen                          |
| ------------ | ---------------------------------------------------------------------------- | ------------------------------- |
| 200 m        |                                                                              | Ksenija Balta (Disqualifiziert) |
| 400 m        |                                                                              | Maris Mägi (11. Platz)          |
| 5000 m       | Tiidrek Nurme (16. Platz)                                                    |                                 |
| 400 m Hürden | Aarne Nirk (25. Platz)                                                       |                                 |
| Hochsprung   |                                                                              | Anna Iljuštšenko (11. Platz)    |
| Weitsprung   | Tõnis Sahk (28. Platz)                                                       | Ksenija Balta (16. Platz)       |
| Dreisprung   | Igor Syunin (19. Platz) Jaanus Uudmäe (15. Platz)                            | Veera Baranova (17. Platz)      |
| Kugelstoßen  | Taavi Peetre (14. Platz)                                                     |                                 |
| Diskuswurf   | Märt Israel (9. Platz) Gerd Kanter (4. Platz) Aleksander Tammert (19. Platz) |                                 |
| Siebenkampf  |                                                                              | Grit Šadeiko (19. Platz)        |
| Zehnkampf    | Mikk Mihkel Arro (Aufgabe) Mikk Pahapill (4. Platz) Andres Raja (10. Platz)  |                                 |